# Wanderheim Dicke Eiche
Das Wanderheim Dicke Eiche (auch Hauensteiner Hütte) ist eine Schutzhütte des Ortsvereins Hauenstein des Pfälzerwald-Vereins im Pfälzerwald. Sie befindet sich im deutschen Teil des Wasgaus oberhalb des Quelltales der Queich. Die Hütte liegt in einer Höhe von 405 m. Mit den anderen Häusern des Pfälzerwald-Vereins ist sie seit 2021 mit dem Eintrag Pfälzerwaldhütten-Kultur Bestandteil des Immateriellen Kulturerbes in Deutschland der deutschen UNESCO-Kommission.

## Geschichte
Das Wanderhaus wurde 1973 errichtet. Der heutige erweiterte Bau wurde 1994 eingeweiht. Der namensgebende Baum war eine 300-jährige Eiche, die 1994 aus Vandalismus angesägt wurde und dann 2011 aus Sicherheitsgründen endgültig gefällt werden musste.

## Zugänge und Wanderungen
Der Zugang von Hauenstein kann durch das Queichtal oder am Berg über den Kreuzelfelsen, Weimersberg, Backelstein und Hühnerstein erfolgen. Die Hütte kann auch leicht von den umliegenden Orten Schwanheim, Darstein, Schindhard und Erfweiler erreicht werden. Die benachbarten Hütten des Pfälzerwaldvereins sind die Wasgauhütte und die Drachenfelshütte. Weitere nahe gelegene Wanderhütten sind die Paddelweiher-Hütte, das Cramerhaus und der Bärenbrunnerhof. Wegen der Übernachtungsmöglichkeit ist die Hütte als Station bei Fernwanderungen geeignet. Die Wanderhütte ist eine Einkehrmöglichkeit am Rundwanderweg „Hauensteiner Schusterpfad“, der vom Deutschen Wanderinstitut als Premiumweg zertifiziert und 2013 eingeweiht wurde.